# خدایی که آنجا نبود
خدایی که آنجا نبود (به انگلیسی: The God Who Wasn't There) فیلم مستند مستقلی از برایان فلمینگ است. این مستند که در سال ۲۰۰۵ به روی پرده رفت، به بررسی مدارک تاریخی وجود عیسی می‌پردازد. با توجه به مدارک موجود نتیجه‌گیری می‌کند که عیسی مسیح یک شخصیت افسانهای است و نه یک شخصیت واقعی تاریخی. بیشتر فیلم به ارائه شواهدی برای نظریه افسانه‌بودن عیسی اختصاص دارد. بخش‌های باقی‌ماندهٔ فیلم به نقد مسیحیت می‌پردازد.

## مصاحبه‌ها و تفسیرها
چندین شخصیت قابل توجه در فیلم مستند حضور داشتند:
- اسکات بوتچر، سازنده وب‌گاه Rapture Letters.com.
- ریچارد کریر فیلسوف و مورخ، پی‌اچ‌دی تاریخ باستان از دانشگاه کلمبیا.
- الن داندس انسان‌شناس و توده‌شناس. استاد توده‌شناسی و انسان‌شناسی دانشگاه کالیفرنیا در برکلی.
- سم هریس پژوهشگر عصب‌شناسی باورهای دینی، نویسنده پایان ایمان، نامه‌ای به ملت مسیحی، و چشم‌انداز اخلاقی.
- باربارا میکلسون و دیوید میکلسون بنیان‌گذاران وب‌گاه Snopes.com.
- رابرت ام پرایس استاد نقد انجیل در شورای انسان‌گرایی سکولار در مرکز تحقیق.[۳]
- رونالد سیپس، مدیر مدرسه مسیحی ویلج، که برایان فلمینگ در کودکی به آن می‌رفت. سیپس در وسط مصاحبه، مصاحبه را ترک کرد و فلمینگ را متهم به نگفتن علت مصاحبه از قبل کرد.

موارد زیر تنها در بخش تفاسیر دی‌وی‌دی فیلم حضور دارند:
- ریچارد داوکینز زیست‌شناس فرگشتی بریتانیایی و نویسنده علم.
- ارل دورتی طرفدار معاصر نظریه افسانه‌بودن عیسی، نویسنده کتاب معمای عیسی.
- بی‌خدای هذیانی، وکیل و وبلاگ‌نویس بی‌خدای سابق، که به مسیحیت گرویده‌است.[۴]

در میان مسیحیانی که در فیلم نشان داده شدند بیلی گراهام در رویداد جنگ صلیبی ورزشگاه رز بول در پاسادینا، کالیفرنیا در ۱۸ اکتبر، ۲۰۰۴ حضور دارد.

## چالش توهین به مقدسات
در دسامبر ۲۰۰۶، گروه بی‌خدا موسوم به گروه پاسخ منطقی اعلام کرد که به ۱۰۰۱ نفر اولی که در چالش توهین به مقدسات شرکت کنند دی‌وی‌دی رایگان این فیلم را هدیه می‌فرستند. چالش کفرگویی Blasphemy Challenge پروژه‌ای اینترنتی است که از مردم می‌خواهد ویدیوهایی از خود در رد کردن روح‌القدس در یوتیوب بارگذاری کنند.